# Турно (деревня)
 Турно  — деревня в Парфинском районе Новгородской области в составе Полавского сельского поселения.

## География
Находится в центральной части Новгородской области у северной границы административного центра поселения поселка Пола на правом берегу реки Пола.

## История
На карте 1942 года деревня обозначена как безымянная зона застройки жилыми домами. Под современным названием деревня появляется только на карте 1981 года.

## Население
Численность населения: 78 человек (русские 86 %) в 2002 году, 64 в 2010.